# Jacques-François Ancelot
Jacques-Arsène-François-Polycarpe Ancelot (Le Havre, 9 de janeiro de 1794 – Paris, 7 de setembro de 1854) foi um dramaturgo e intelectual francês.

## Biografia
Nascido em Le Havre, Ancelot tornou-se um funcionário do almirantado, e manteve este cargo até a Revolução de 1830. Em 1816 sua peça teatral Warwick foi aceita pelo Théâtre Français, mas nunca produzida, e três anos mais tarde, a tragédia de cinco atos, Luís IX, foi encenada. Três edições da peça foram rapidamente esgotadas; teve uma tiragem de cinquenta representações, e trouxe-lhe uma pensão de 2 000 francos paga por Luís XVIII. Seu trabalho seguinte, Le Maire du palais, foi representada em 1825, com menos sucesso; mas por ela, ele recebeu a cruz da Legião de Honra. Em 1824 produziu Fiesque, uma adaptação inteligente do romance Fiesco de Schiller. Em 1828 escreveu Olga, ou l'orpheline russe, uma trama inspirada por uma viagem que fez à Rússia em 1826. No mesmo período, produziu em sucessão: Marie de Brabant (1825), um poema em seis cantos; L'Homme du monde (1827), um romance em quatro volumes, depois dramatizado com sucesso, e em 1829 uma peça de teatro, Elisabeth d'Angleterre.
Por ocasião da Revolução de julho de 1830, perdeu de uma só vez a sua pensão real e seu cargo de bibliotecário em Meudon; e ocupou-se principalmente durante os dez anos seguintes em escrever vaudevilles e pequenos dramas e comédias. Uma tragédia, Maria Padilla (1838), foi responsável por sua admissão na Academia Francesa em 1841. Ancelot foi enviado pelo governo francês em 1849 para Turim, Florença, Bruxelas e outras capitais, para negociar sobre o assunto de direitos autorais internacionais; e os tratados que foram celebrados logo após foram o resultado, em grande parte, do seu tato e inteligência.
A esposa de Ancelot, Marguerite, foi uma notável pintora, escritora e também dramaturga, e hospedou um importante salão literário em Paris de 1822 a 1866.

### Outras Fontes
- Este artigo incorpora texto  (em inglês) da Encyclopædia Britannica (11.ª edição), publicação em domínio público.
- Chisholm, Hugh, ed. (1911). «Ancelot, Jacques Arsène François Polycarpe». Encyclopædia Britannica (em inglês) 11.ª ed. Encyclopædia Britannica, Inc. (atualmente em domínio público)